# Шахдагские народы

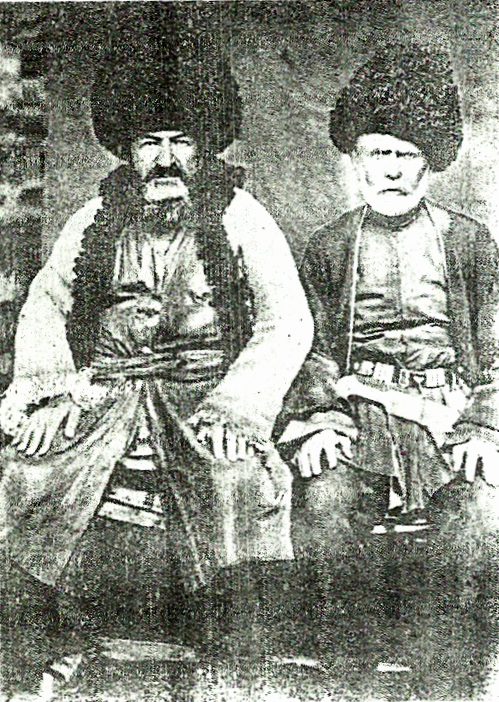
Хиналугцы

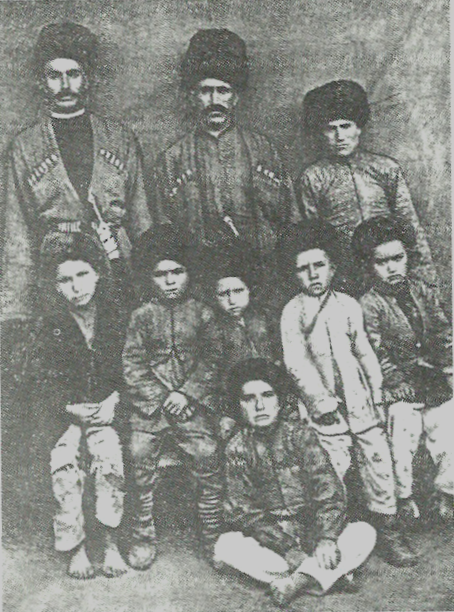
Будухи

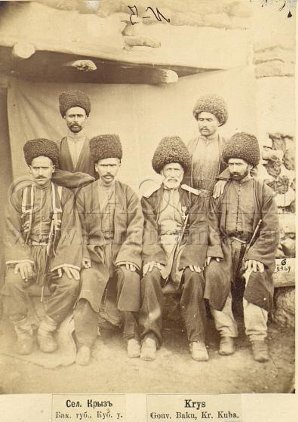
Крызы

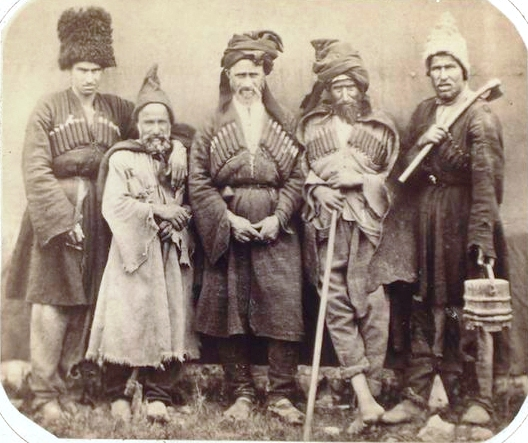
Джекцы, 1865

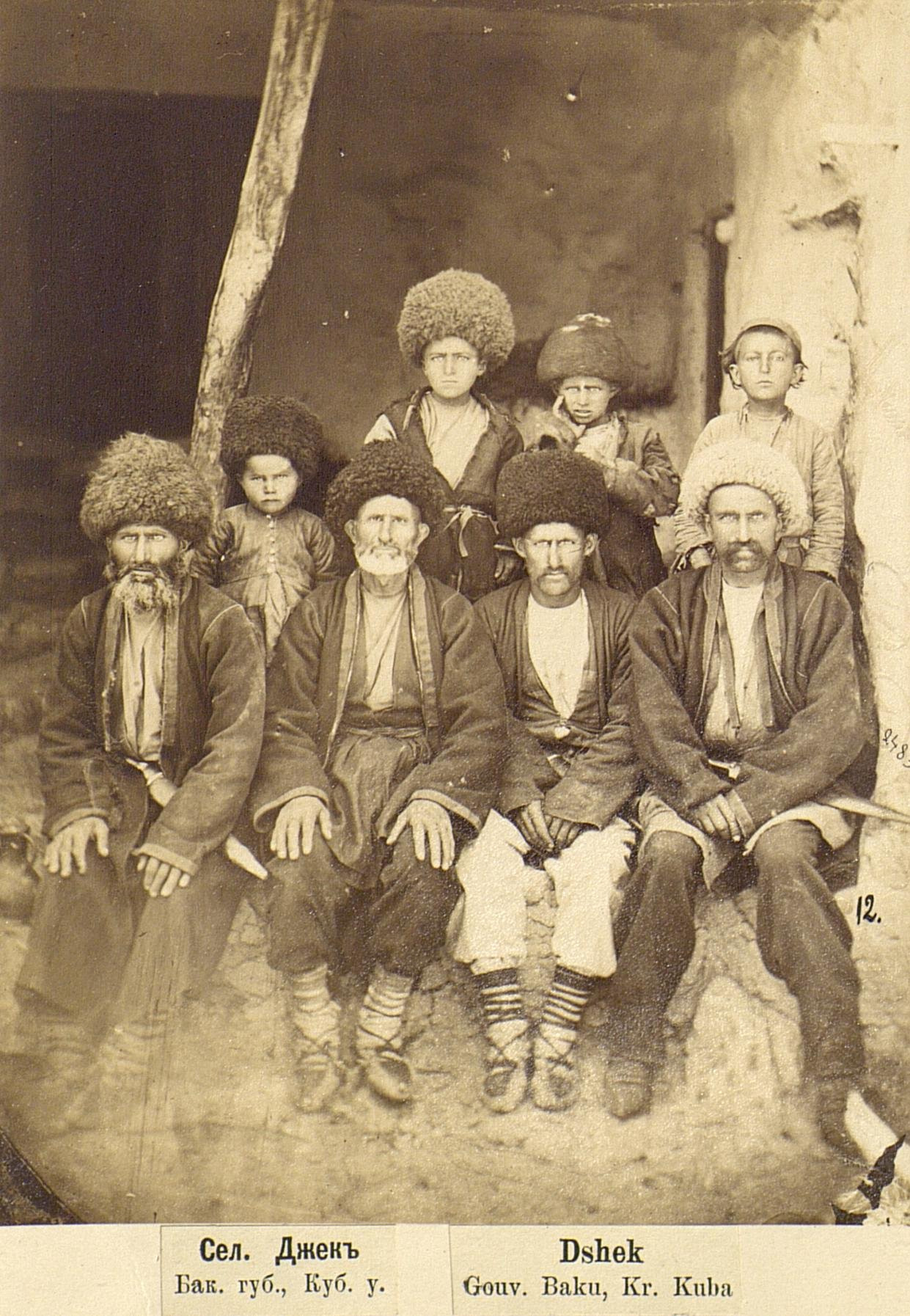
Джекцы. Группа мужчин и мальчиков из селения Джек, 1880

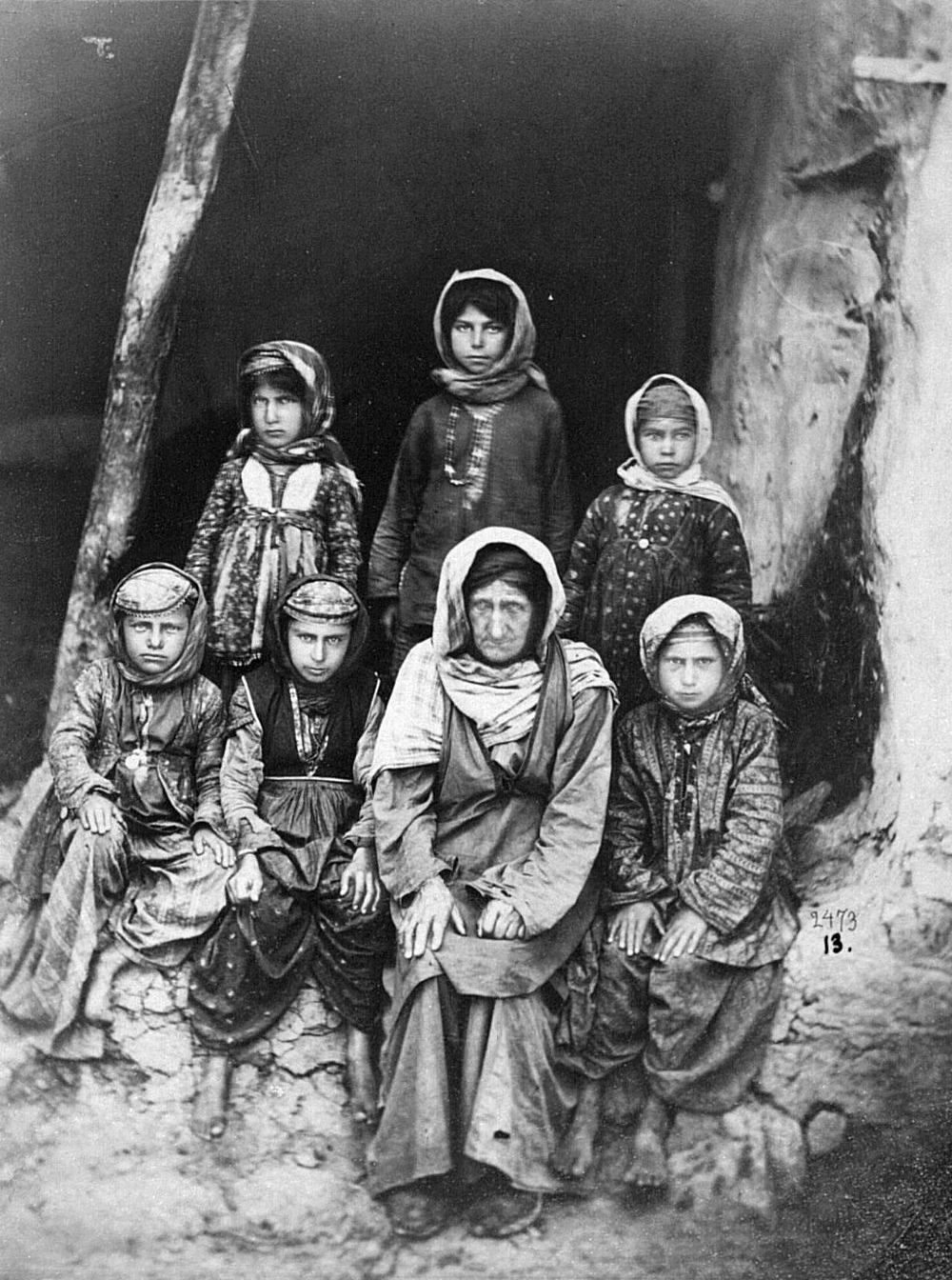
Джекцы. Группа девочек и старуха из селения Джек, 1880

Шахдагские народы (азерб. Şahdağ xalqları), шахдагцы (азерб. şahdağlılar) — общее название нескольких народностей на северо-востоке Азербайджана, объединяемых общностью происхождения, истории и территории расселения. Относятся к балкано-кавказской расе большой европеоидной расы. Языки шахдагцев — крызский, будухский и хиналугский — относятся к нахско-дагестанской семье языков гипотетической северокавказской языковой макросемьи. Согласно МСЭ, эти народности вместе с другими были известны под общим названием «лезгины».
Шахдагцы — жители и уроженцы высокогорных селений Алык (азерб. Əlik), Будуг (азерб. Buduq), Джек (азерб. Cek), Хапут (азерб. Haput), Крыз (азерб. Qrız), Ергюдж (азерб. Yerguc) и Хыналыг (азерб. Xınalıq), расположенных в районе горы Шахдаг. Их считают потомками населения древней Кавказской Албании. К настоящему времени численность уроженцев шахдагской зоны и их потомков, компактно проживающих за её пределами, значительно превышает число жителей высокогорных селений. Переселение шахдагцев в равнинные районы Азербайджана, начавшееся ещё до Октябрьской революции, как отмечается исследователями, приводит к постепенной утрате ими этнического своеобразия, национальных традиций и языков, которым грозит исчезновение. Этому способствует отсутствие письменности и даже начального обучения на родных языках. Школьное обучение ведётся исключительно на азербайджанском языке.

## Шахдагские народы
В большинстве современных источников указывается, что в состав «Шахдагской группы» входят три малых народа — хиналугцы, будухцы и крызы. При этом в конце XIX — первой половине XX вв. в качестве самостоятельных народов со своими самостоятельными языками рассматривались собственно крызы (жители и уроженцы селения Крыз), алыкцы, джекцы (джеки), гапутлинцы (хапутлинцы, хапуты) и ергюджцы — этнические группы, именуемые по названиям своих родовых селений и считающиеся в наши дни субэтносами крызского народа.
Вероисповедание — мусульмане-сунниты. Ислам в этот регион принесли в VIII в. арабские завоеватели. До сих пор, однако, среди шахдагцев сохраняются остатки прежних языческих верований и обрядов.
В средние века шахдагский регион входил в Шемахинское, а с конца XVIII в. — в Кубинское ханство, вместе с которым в начале XIX в. он вошёл в состав Российской империи. Первые письменные свидетельства о шахдагских народах были оставлены русским офицером немецкого происхождения И. Гербером, участником Персидского похода Петра I (1722—1723). Во второй половине XIX в. этнографические материалы, в том числе касающиеся и этих народов, были собраны и опубликованы Н. К. Зейдлицем.
Фотографии представителей шахдагских народов, помещённые в этой статье, были сделаны в 1880 году известным фотографом Д. И. Ермаковым.
Расселение шахдагцев по административно-территориальным единицам Бакинской губернии (1886 г.):
|                                        | хиналугцы     | гапутлинцы    | джекцы         | крызцы         | будугцы       | все шахдагцы   |
| -------------------------------------- | ------------- | ------------- | -------------- | -------------- | ------------- | -------------- |
| Бакинская губерния                     | 2 167 (0,3 %) | 1 078 (0,2 %) | 7 403 (1,0 %)  | 2 027 (0,3 %)  | 2 625 (0,4 %) | 15 300 (2,1 %) |
| Гёкчайский уезд, в том числе           | -             | 1 078 (1,4 %) | -              | -              | -             | 1 078 (1,4 %)  |
| Лагичский участок                      | -             | 1 078 (3,0 %) | -              | -              | -             | 1 078 (3,0 %)  |
| Кубинский уезд, в том числе            | 2 167 (1,2 %) | -             | 7 403 (4,3 %)  | 2 027 (1,2 %)  | 2 625 (1,5 %) | 14 222 (8,2 %) |
| Кусарский участок                      | -             | -             | 1 (0,1 %)      | -              | -             | 1 (0,1 %)      |
| Кубинский участок                      | 2 167 (4,1 %) | -             | 4 646 (8,7 %)  | -              | 2 625 (4,9 %) | 9 438 (17,7 %) |
| Дивичинский участок                    | -             | -             | 187 (0,5 %)    | 56 (0,1 %)     | -             | 243 (0,6 %)    |
| Мюшкюрский участок                     | -             | -             | 2 565 (14,3 %) | 1 971 (11,0 %) | -             | 4 536 (25,3 %) |
| временно проживающие в Кубинском уезде | -             | -             | 4 (0,2 %)      | -              | -             | 4 (0,2 %)      |

/Источник — Свод статистических данных о населении Закавказского края, извлечённых из посемейных списков 1886 года, г. Тифлис, 1893 Архивная копия от 28 марта 2012 на Wayback Machine/

Статистические данные о населении Хыналыгского уезда Кубинского ханство

Численность народов шахдагской группы, по данным Н.Зейдлица, извлечённым из посемейных списков 1886 г., составляла: будухцев — 3420, крызов — 7767, хиналугцев — 2315, или в целом более 12 % населения Кубинского уезда. Кроме Кубинского уезда шахдагцы также проживали в Нухинском и Шемахинском уездах. Перепись 1926 г. зафиксировала будухцев — 2 тыс., крызов — 2600, хиналугцев только 100. Переписью 1959 г. как отдельные народы они не были зарегистрированы. В ходе переписи 2009 года в Азербайджане было зафиксировано ок. 4400 крызов и 2200 хиналугцев.

### Крызы (крызцы)
Самоназвание — хърыцӏаь.
Жители, уроженцы и потомки населения высокогорных селений Крыз (азерб. Qrız), Алык (азерб. Əlik), Джек (азерб. Cek), Хапут (азерб. Haput) и Ергюдж. Компактно проживают на территории Губинского, Исмаиллинского, Гусарского, Хачмазского, Зардобского, Габалинского районов, в городах Баку, Сумгаит, Губа, Исмаиллы. Исследователи сходятся во мнении, что древнейшим известным населённым пунктом крызов было селение Крыз, из которого в своё время отселились предки нынешних джекцев, алыкцев и хапутлинцев.
В 1860-е — 1880-е гг. увеличение горского населения, начавшийся распад больших патриархальных семей, а также начало интенсивного разведения марены, превратившейся в одну из основных статей местного экспорта, привели к миграции части горцев (прежде всего крызов и лезгин) на равнину, в Мюшкюрский магал — область на севере Кубинского уезда с неблагоприятным влажным жарким климатом, где значительные территории расчищались и обрабатывались под марену и чалтык. К 1880-м годам Мюшкюр уже представлял собой густонаселённую территорию. Там, где ранее были лишь зимние помещения для скота и землянки для пастухов, появились новые сёла и сады. Из 58 крызских отсёлков тридцать пять были созданы переселенцами из селения Крыз, двадцать три — из селения Джек. В книге Шахмурада Крызли «Крыз и крызский язык» приведён список селений Хачмасского района, где до настоящего времени проживают выходцы из горных крызских сёл: Гаджи газма, Гаджиахмед-оба, Ахмед-оба, Гаджи-Гурбан-оба, Манчар-оба, Шариф-оба, Узун-оба, Мечид-оба, Ятаг-оба, Тиканлы-оба, Наги-оба, Гаджи-Абдулрагим-оба, Сибир-оба, Палчыг-оба, Чинар-тала, Молла-оба, Агаширин-оба, Пиргулу-оба, Гаджимамед-оба, Агаверди-оба, Идрис-оба, Фарзали-оба, Наджаф-оба, Шумагир, Дигах-оба.
В тот же период свои отсёлки создавали и выходцы из селения Хапут (см. ниже). Общая численность крызского населения в горных и равнинных селениях Бакинской и Елизаветпольской губерний к концу XIX века составляла ок. 8,5 тыс.
Выходцы из селений Джек, Ергюдж и Алык в своё время тоже создали на равнине несколько отсёлков, население которых к настоящему времени практически ассимилировалось с местными жителями. Жители селения Ергюдж переселились на равнину и создали в Хачмасском районе одноимённое поселение.
В ходе Всесоюзной переписи 1926 года было зафиксировано 2600 крызов. Согласно опубликованным результатам переписи 1959 года, в СССР было зарегистрировано 273 крыза, хотя в ряде источников указывается, что крызы не показывались отдельной строкой в переписях населения уже начиная с 1959 года. В середине 1960-х гг. языковед Ю. Д. Дешериев приводил две существенно различающиеся оценки численности крызов — 4-5 тыс. и более 7 тыс.. В конце 1990-х — начале 2000-х гг. численность крызов оценивалась в 6-8 тысяч. Согласно переписи населения Азербайджана 2009 года, было зафиксировано 4400 крызов.

### Джекцы (джеки)
Самоназвание — джеклинцах или джеклы (азерб. Ceklilər).
Жители или уроженцы горного селения Джек Кубинского района Азербайджана. В настоящее время[какое?] здесь проживает около 300 жителей. В быту используют джекский диалект крызского языка. Большинство жителей также владеет азербайджанским языком.
В Энциклопедическом словаре Брокгауза и Ефрона, издававшемся в конце XIX — начале XX веков, джекцы упоминались наряду с хиналугцами, крызцами и будугцами как одна из народностей, населявших Кубинский уезд. Согласно приводившимся данным, джекцы были из этих четырёх народностей наиболее многочисленными, составляя 4,2 % от общей численности населения уезда, достигавшей 175 тыс. человек (см. также ниже раздел «Расселение шахдагцев на конец XIX века»). Немецкий этнограф Р. Эркерт в сопоставительном словнике кавказских языков 1895 г. привёл 535 «джекских» слов и около 60 фраз, а также дал краткую грамматическую характеристику языка.
Согласно результатам Всесоюзной переписи 1926 года, лишь 607 человек были записаны как джеки, при этом к джекам были отнесены и пять крызов и двенадцать хапутов (хапутлинцев). В более поздних переписях упоминания о джеках (джекцах) отсутствуют.
Ещё в 1930-е гг. российский и советский филолог и кавказовед Н. Марр выделял джекский язык как самостоятельный, причисляя его к лезгинской группе восточной (дагестанской) ветви северо-кавказских языков.
В дальнейшем, однако, язык джекцев, наравне с языками жителей других горных селений Шахдага — хапутлинцев, алыкцев, ергюджцев, — стал рассматриваться как локальный диалект (говор) крызского языка, а сам джекский язык с 1950-х — 1960-х гг. всё чаще стал именоваться крызским (иногда встречается двойное название — крызский (джекский) язык).
Ковры «Джек», входящие в кубинскую группу Куба-Ширванского типа Азербайджанского ковра носят название деревни Джек.

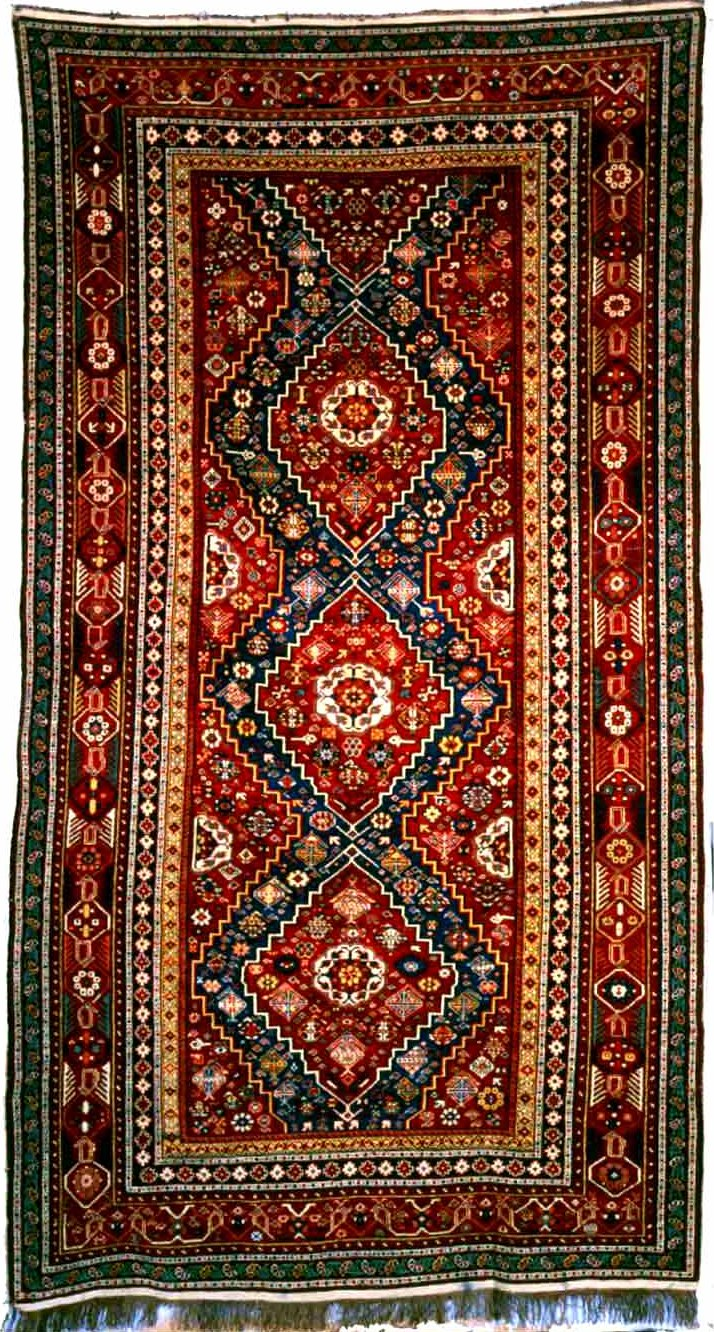
Ковёр «Джек», XIX в.
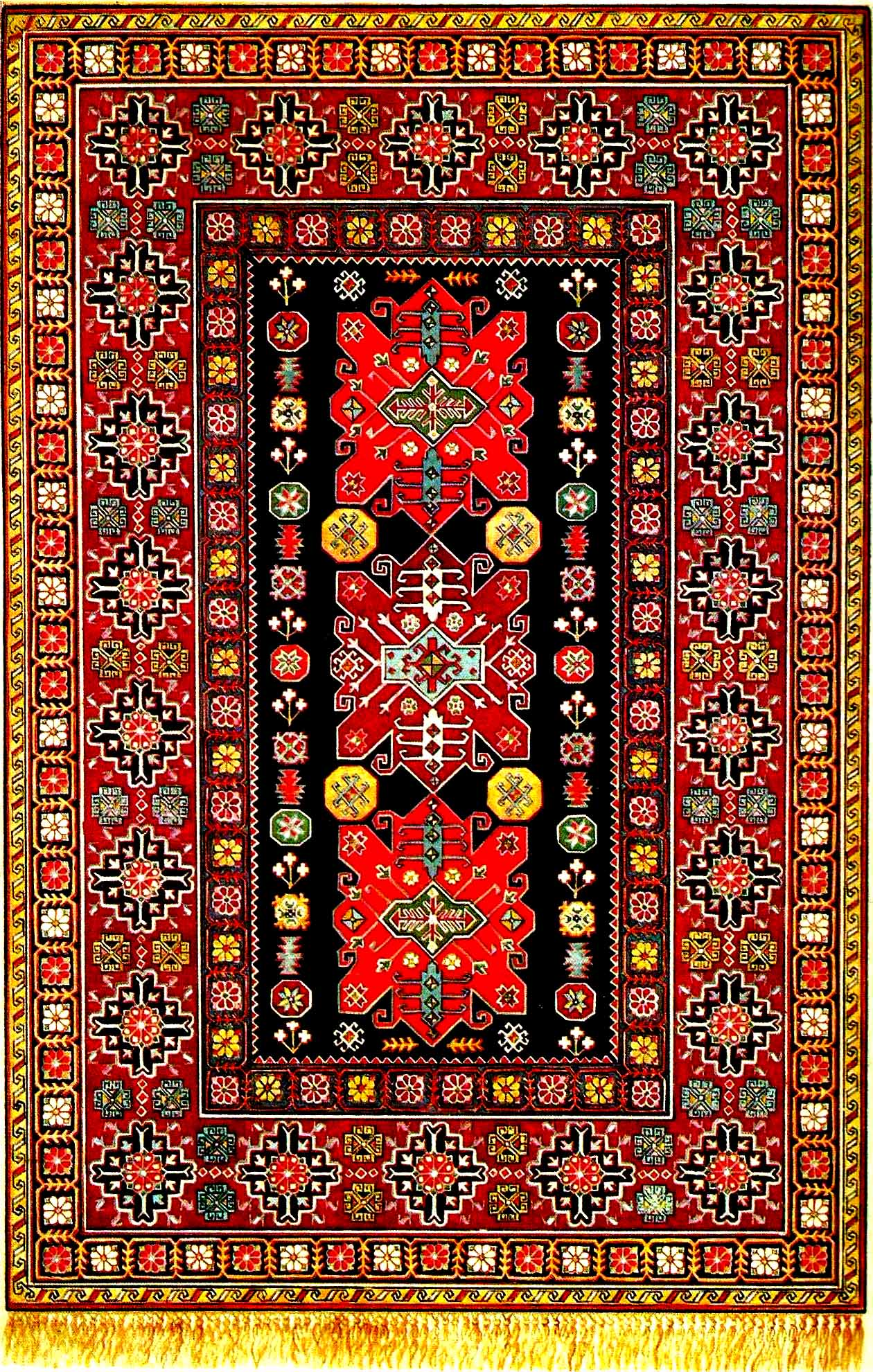
Ковёр «Джек», XIX в.

### Гапутлинцы (хапутлинцы, хапуты)
Самоназвание — герад (азерб. haputlular, hapıtlar)
Жители, уроженцы и потомки населения высокогорного селения Хапут (азерб. Haput) Кубинского района Азербайджана.
В 1860-е — 1880-е гг. увеличение горского населения и начавшийся распад больших патриархальных семей привели к миграции части горцев на равнину. В частности, это в значительной мере затронуло жителей селения Хапут. Хапутами (хапутлинцами) было создано до 57 отсёлков в южной части Кубинского уезда, в Геокчайском и Шемахинском уездах Бакинской губернии, Нухинском уезде Елизаветпольской губернии. В 1880-е годы в хапутлинских селениях Мюшкюрской равнины было переписано 1433 хапутов, в Геокчайском и Шемахинском уездах — 710.
В настоящее время хапутлинцы проживают, в частности, в городе Исмаиллы и трёх сёлах Исмаиллинского района Азербайджана — Хапутлы (азерб. Hapıtlı), Моллаисахлы (азерб. Mollaisaqlı) и Гаджигатемлы (азерб. Hacıhǝtǝmli), где они составляют большинство по отношению к азербайджанскому населению и по своей численности намного превышают число хапутлинцев, остающихся в Хапуте (примерно 70 семей, ок. 700 человек). Жители этих сёл, основанных выходцами из Хапута в начале XX века, как отмечается в исследовании 2001 года, фактически утратили связи со своей исторической родиной. Значительное число жителей Моллаисахлы и Гаджигатемлы продолжает пользоваться крызским языком (чаще всего называя его хапутским), тогда как жители Хапутлы перешли на азербайджанский. Более удобное расположение сёл недалеко от районного центра и наличие транспортных коммуникаций способствует более тесному общению хапутлинцев с окружающим азербайджанским населением.
Приблизительная численность гапутлинцев в Азербайджане составляет 10 000 – 15 000 человек..

### Алыкцы
Жители или уроженцы горного селения Алык Кубинского района Азербайджана. В настоящее время в селении имеется ок. 50 домов и проживает ок. 300 жителей. Говорят на алыкском диалекте крызского языка, большинство также владеет азербайджанским языком.
В 2004 году французский кавказовед Жиль Отье (фр. Giles Authier) защитил в Университете Париж VII докторскую диссертацию по описанию крызского языка. В 2009 году в Париже была опубликована его грамматика алыкского диалекта крызского языка (на французском языке).

### Ергюджцы
Уроженцы горного селения Ергюдж Кубинского района Азербайджана. В быту использовали крызско-ергюджский диалект крызского языка. К настоящему времени селение полностью покинуто жителями, которые перебрались в соседние селения и в равнинные районы республики.

### Будухи
В районах Мюшкюр, Шабран и др. будухскими переселенцами были заложены новые поселения — Велиоба, Гаджиоба, Шерифоба, Азизоба, Гарадаглыоба, Гаджиханоба, Гырхлароба, Рамазангышлагы, Сухтекелегышлагы, Чиловгышлагы, Гаджиалибей, Агьязы-Будуг, Дигях-Будуг, Далигая, Пирусту, Агалыг, Ялавандж и др. Все эти отсёлки Будуха, находящиеся в окружении азербайджанских селений, со временем утратили прежний этнический облик. Согласно проведённым в 1991 году подсчётам, помимо территории Будухского сельсовета, будухи жили в сёлах Багбанлы, Агьязы-Будуг, Гаджилибей, Владимировка, Зердаби, Барлы, Нариманабад, Петропавловка, Сухтекеле, Тимирязев, Далыгая и др. Помимо этого, в Баку, Сумгаите, Кубе, Хачмасе живут по несколько сот будухов. Небольшая группа будухов живёт в Дагестане, главным образом в селе Гаракуре Ахтинского района.

### Хиналугцы
Живут в высокогорном селении Хыналыг и частично в селениях Владимировка, Алексеевка, Наримановка, Хаджигаиб Кубинского района Азербайджана, куда они переселились после Великой Отечественной войны. Общая численность — ок. 3 тыс. человек.
Говорят на хиналугском языке который в отличие от других шахдагских языков не входит в лезгинскую группу а является отдельной ветвью  нахско-дагестанской группы северокавказской семьи. Распространены также азербайджанский язык.
Согласно результатам Всесоюзной переписи 1926 года, в Азербайджане было зафиксировано 105 хиналугов. По переписи населения Азербайджана 2009 года в стране проживало 2,200 хиналугцев

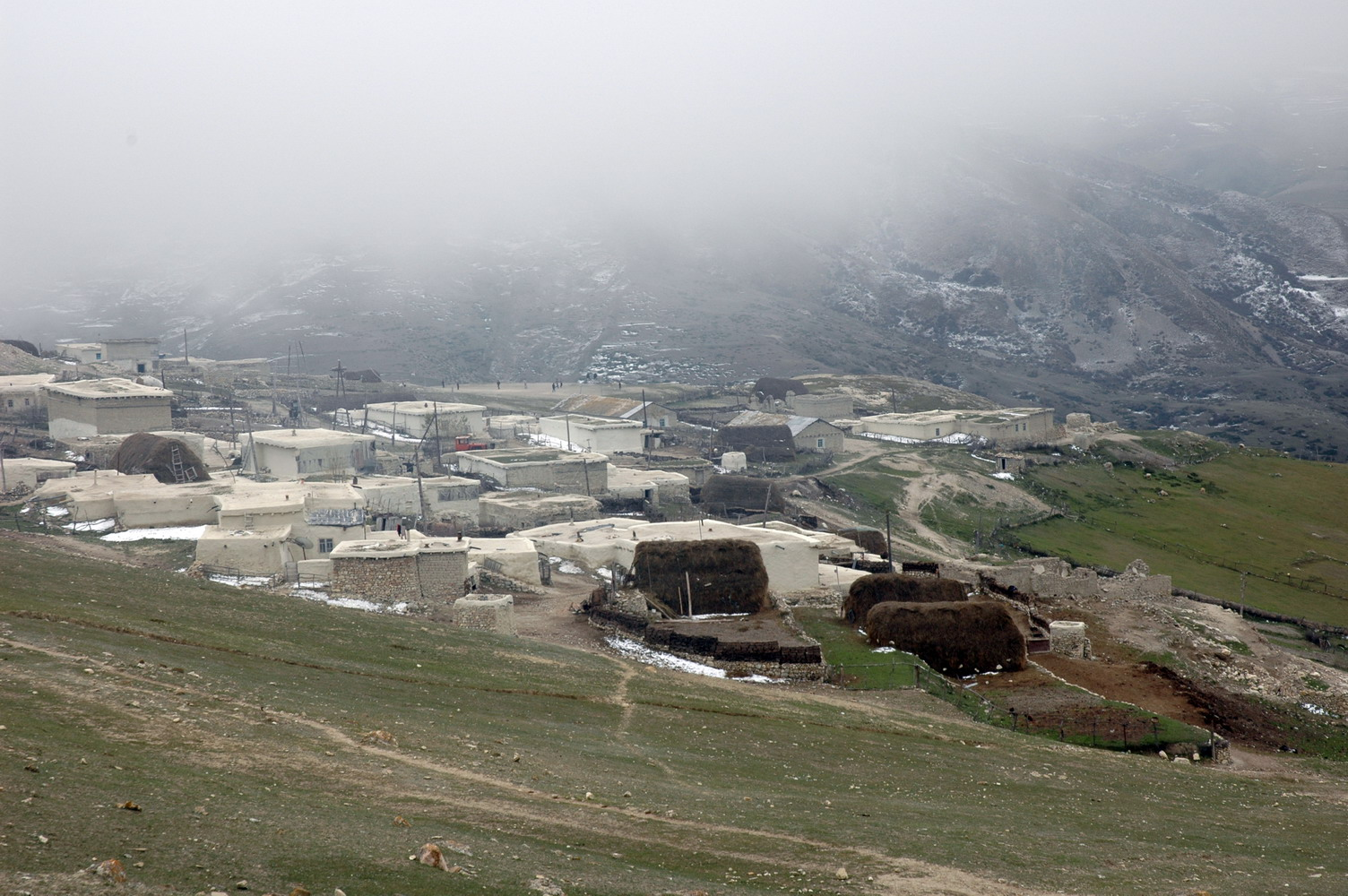
Село Будуг - историческая родина будухцев
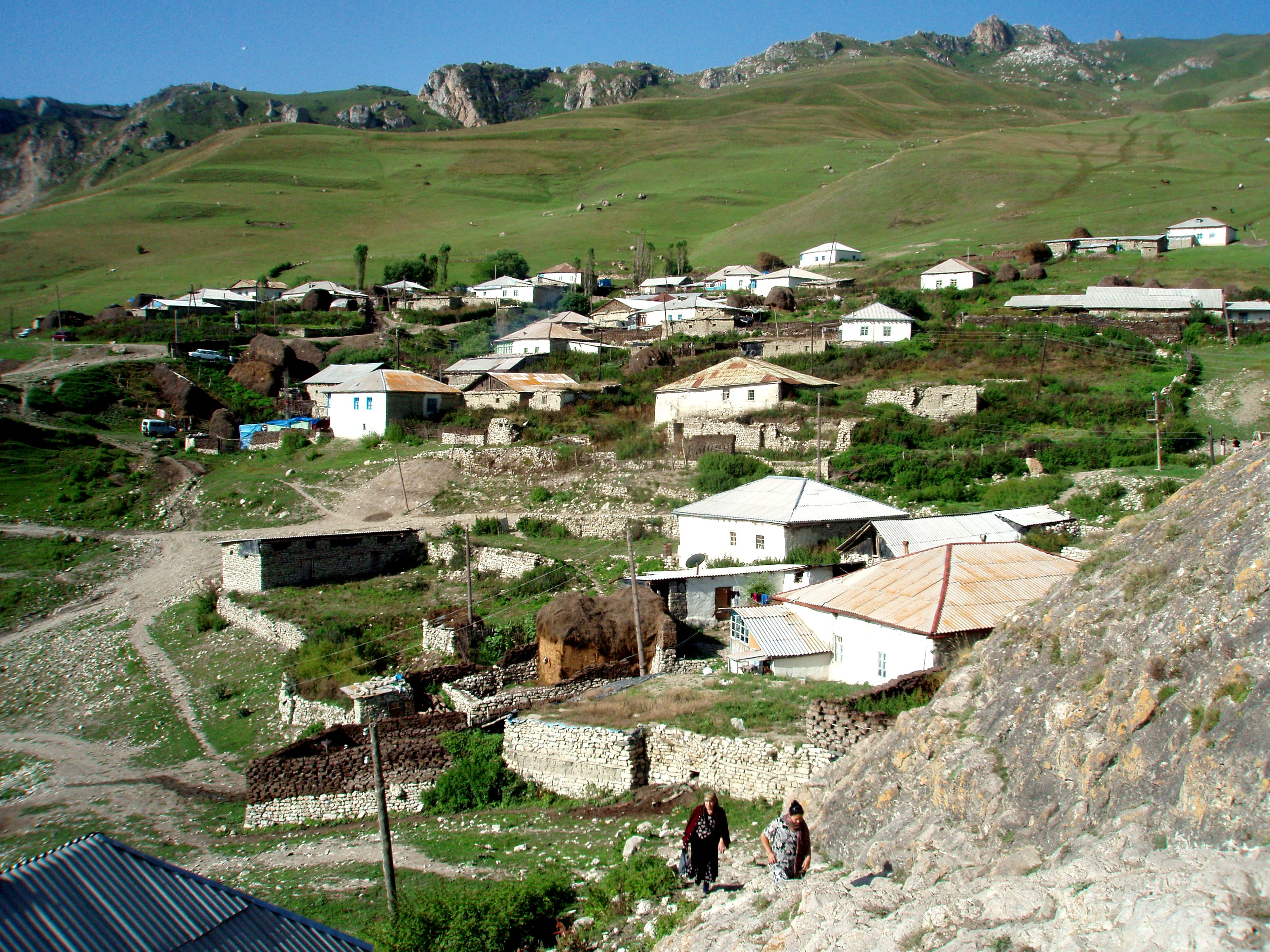
Село Джек - историческая родина джекцев
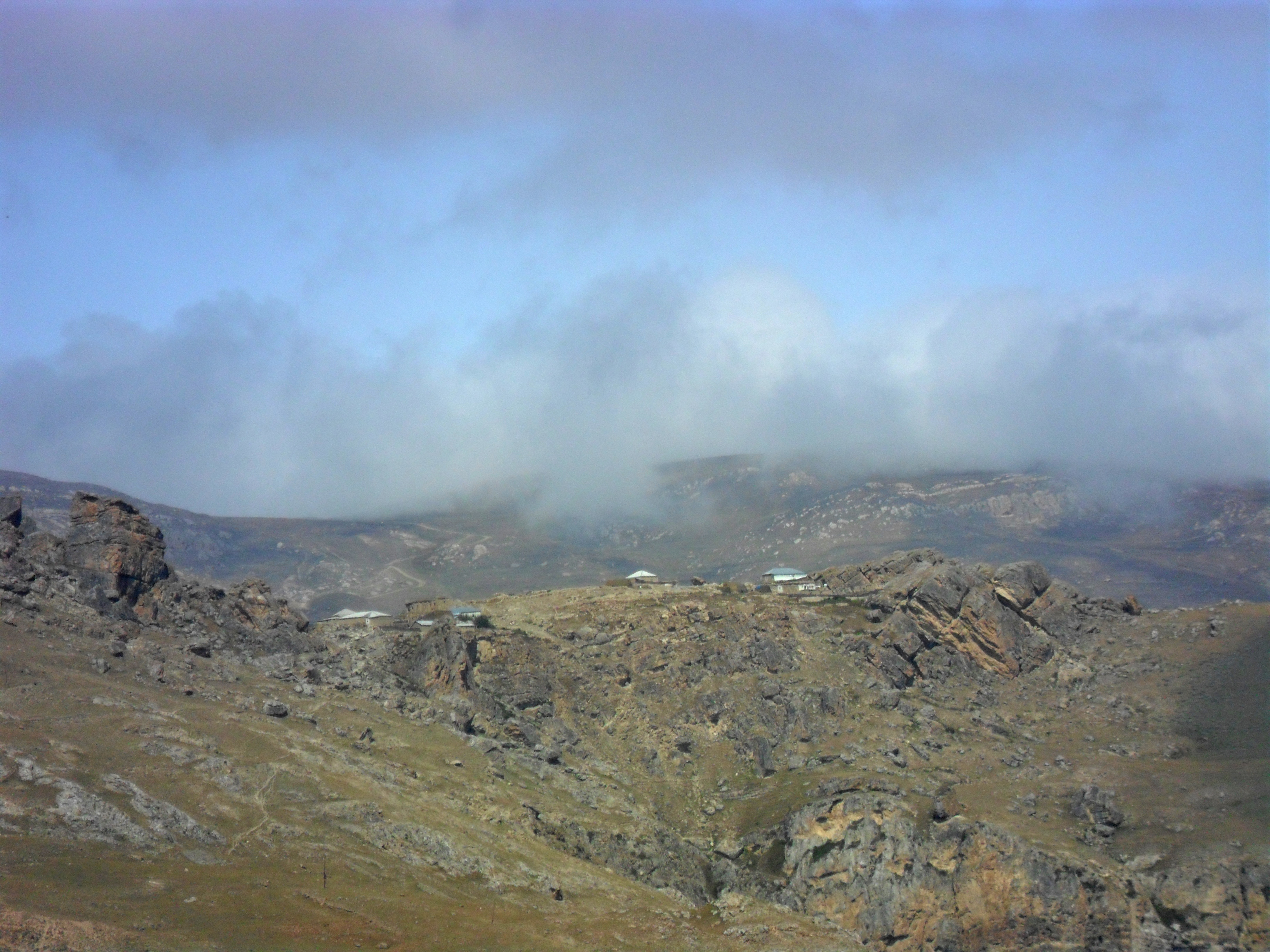
Село Крыз - историческая родина крызов
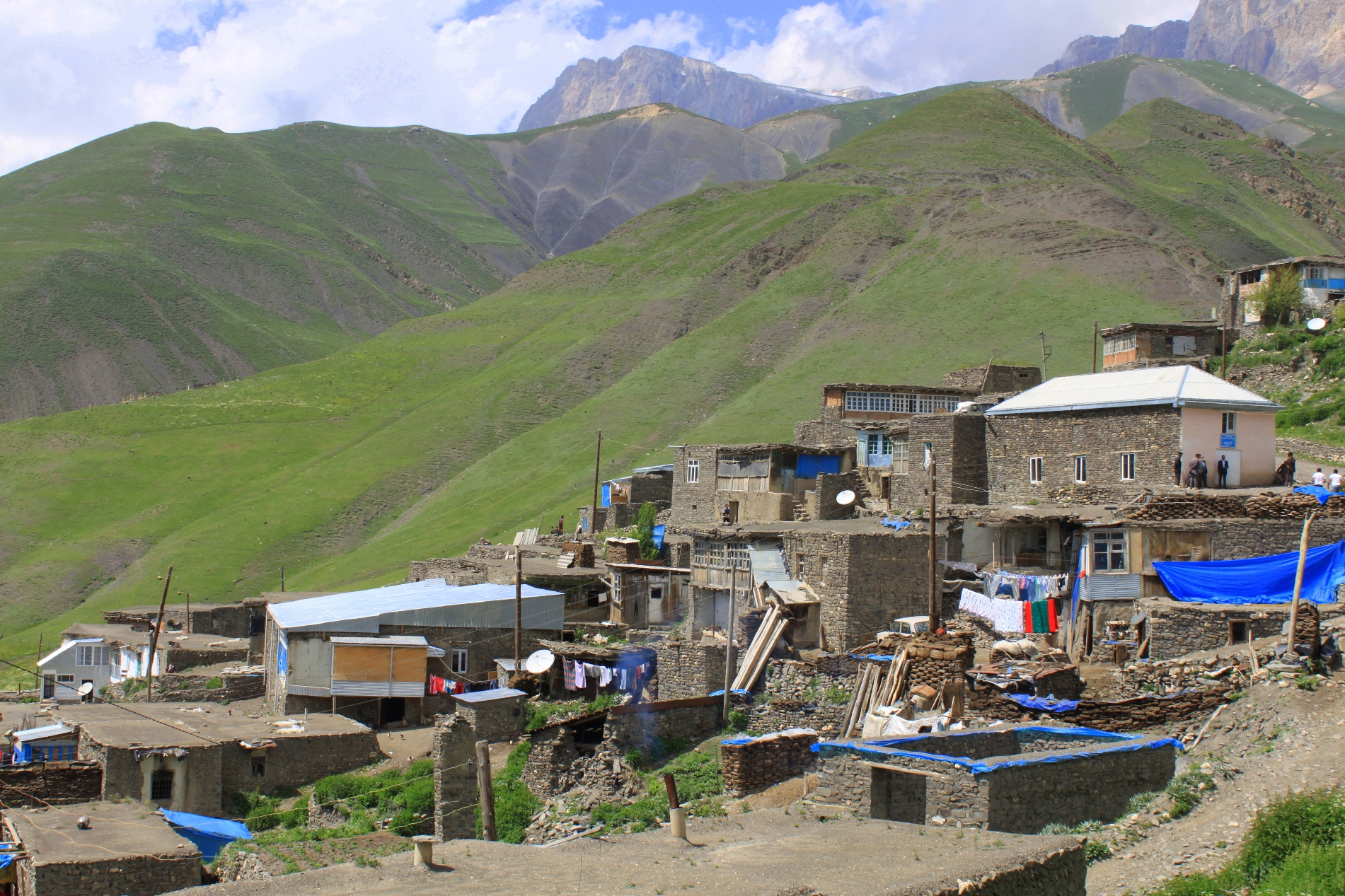
Село Хыналыг - историческая родина хиналугцев
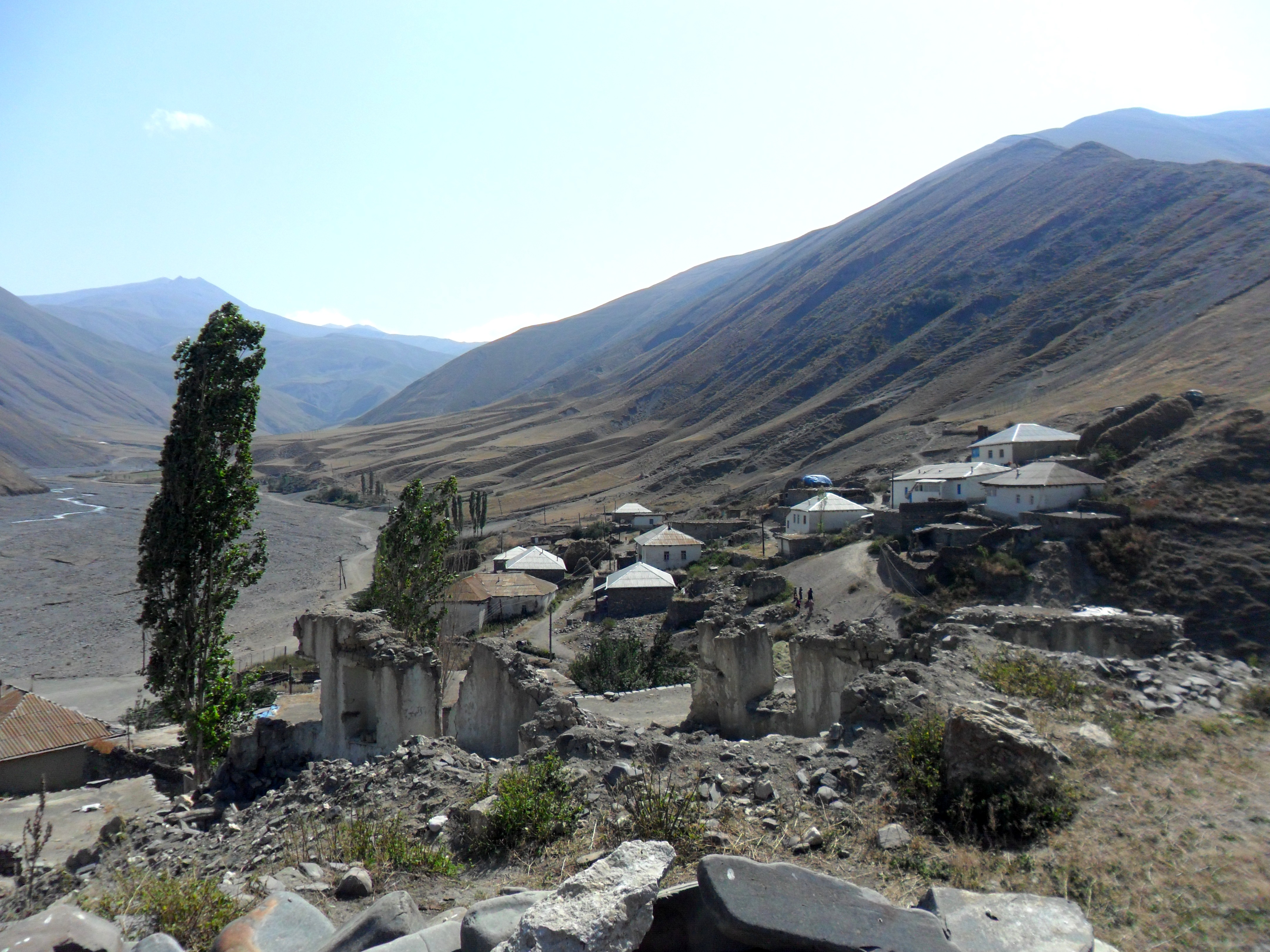
Село Алык - историческая родина алыкцев
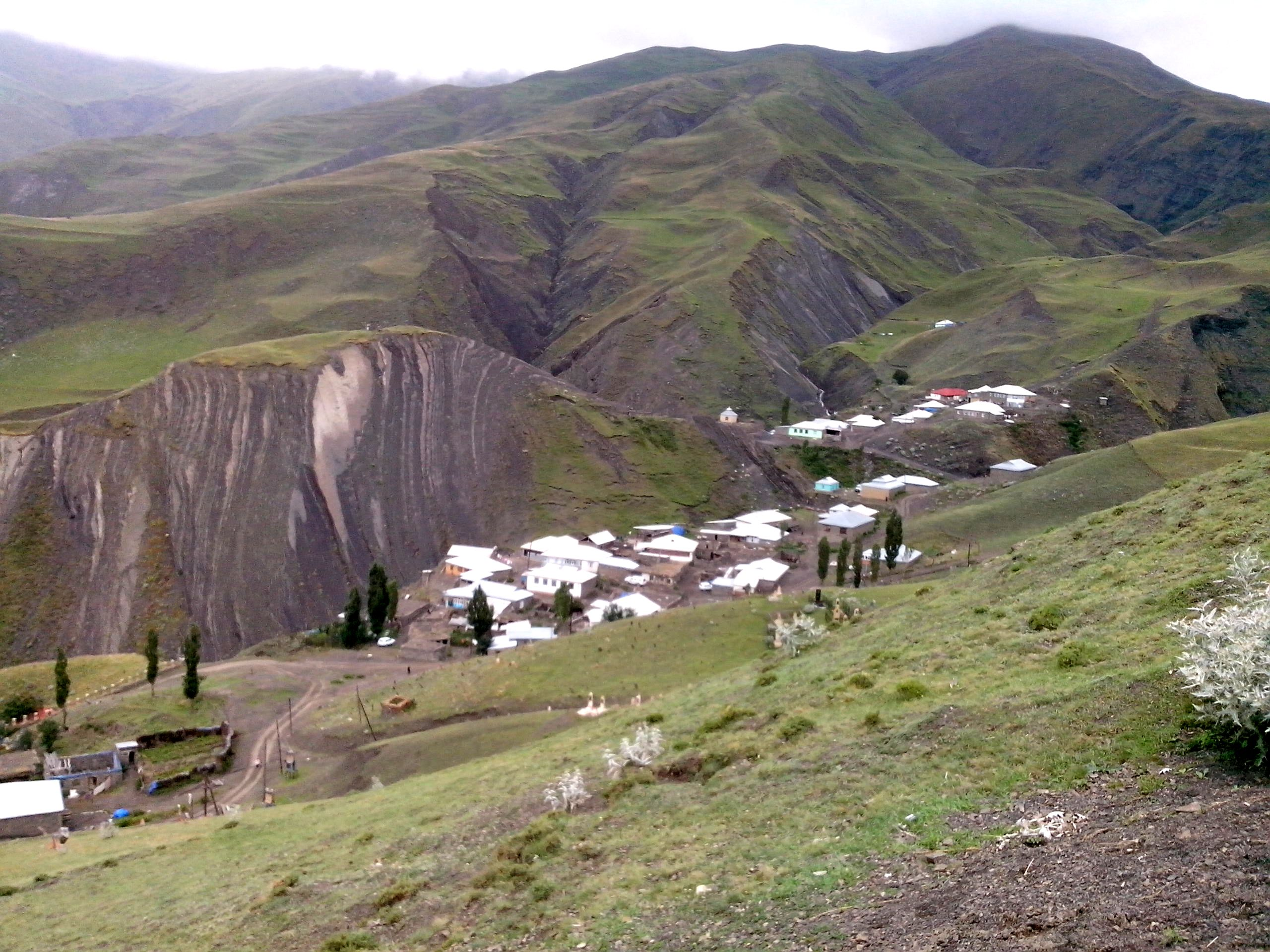
Село Хапут - историческая родина хапутлинцев

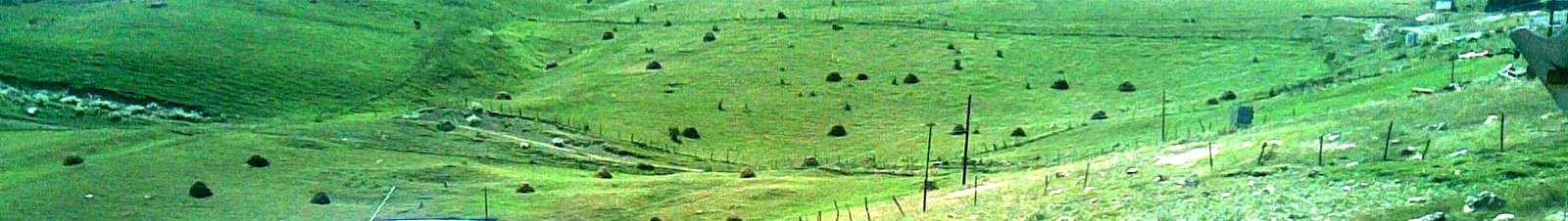
Дорога Алык-Джек

## Языковая ситуация
Языки шахдагских народов относятся к нахско-дагестанской (восточно-кавказской) языковой семье. Крызский и будухский языки близки между собой и принадлежат к лезгинской языковой ветви. Что касается хиналугского, то он занимает особое место и в настоящее время рассматривается как отдельная ветвь нахско-дагестанских языков.
В XVIII веке, И.Гербер о шахдагских народностях писал, что у них язык лезгинский.
Ещё В. Ф. Миллер писал:

К разряду народцев, ближайшее лингвистическое родство которых с другими восточно-горскими народами неизвестно, относятся ещё: капучинцы в среднем Дагестане; крызцы, джекцы, будугцы и хиналугцы (названные так по названиям аулов). Джекцы, крызцы и будугцы (в Бакинской губ.), по показаниям туземцев, говорят наречиями кюринского <то есть лезгинского> языка; хиналугцы же, по отзывам кюринцев, говорят особым, непонятным для них наречием.

Для большинства шахдагцев (особенно проживающих за пределами шахдагской зоны) характерно двуязычие, при этом использование родных языков ограничивается в основном бытовой сферой. Ещё в XVIII веке И. Гербер отмечал двуязычие среди шахдагских народов: «Каждый из них разумеет татарский язык (то есть азербайджанский)…, а особенно те, которые живут в Будухе и Алике…». Отмечались случаи, когда азербайджанский язык становился единственным языком для жителей некоторых шахдагских селений. Так, по данным 1886 г., в хапутских селениях Байрам-Кѐвхали, Саркер-Али, Майлясы, Ханалых «домашним» языком был назван азербайджанский.
В 2007 году была создана письменность для хиналугского языка на основе латинской графики.
Этнические общности, входящие в шахдагскую группу, являются в какой-то мере изолятами. В своё время языки этих народов длительное время находились под влиянием лезгинского. Из-за обилия лезгинизмов в хиналугском языке его причисляли долгое время к лезгинским языкам, пока не были выявлены большие расхождения в базисной лексике. В языках шахдагских народов также много поздних лексических и фонетических заимствований из азербайджанского языка, который в настоящее время активно функционирует в среде хиналугского, крызского и будугского народов. Кроме того, в быту, хозяйстве, как и в соционормативной культуре этих этнических общностей, наблюдается значительное влияние азербайджанской культурной традиции.

## Быт и культура
Селения шахдагских народов относятся к числу наиболее труднодоступных на Кавказе, находятся в высокогорной полосе, в альпийской зоне. Эти места славятся прекрасными горными пастбищами и сенокосами, и животноводство всегда было и сейчас остаётся основным их занятием. Разводят в основном овец лезгинской породы, а также коров и лошадей; применяется отгонно-пастбищное скотоводство.
Земледелие имеет подсобное значение (пшеница и ячмень), на склонах гор устраивают террасы. Садоводство, огородничество развиты незначительно. Из домашних промыслов известны вязание шерстяных носков, изготовление ковров и паласов, в прошлом ткали грубошёрстную ткань.
Традиционные селения — скученные, террасообразные, отличались плотностью застройки, имелась одна главная улица и узкие проходы между домами. Сохранялось деление на кварталы по признаку кровного родства.
Жилища строились из сырцового кирпича и камня, с плоской земляной крышей, двухэтажные.
Мужская одежда будухцев, хыналыгцев, крызов почти не отличается от одежды их соседей — азербайджанцев. Женская одежда сохранила некоторую специфику (суконные штаны, бязевая рубаха, короткий архалыг из чёрной хлопчатобумажной материи, фартук, чутка — закрывающий волосы головной убор, шаль); праздничная одежда включала шёлковую юбку, бархатный архалыг и множество украшений.
В пище шахдагских народов преобладают молочные продукты, крупяные и мучные блюда; мясные блюда относятся в основном к праздничным (кебаб, бозартма и др.)
Народы шахдагской группы исповедуют ислам суннитского толка, сохраняются и пережитки доисламских верований. Долгое время у них преобладали эндогамные браки, заключавшиеся внутри своего села и обычно в своей родственной группе. Особой красотой отличается свадебная обрядность. Значительная часть фольклорных произведений этих народов существует на азербайджанском языке.

### Комментарии
1. ↑  В XVIII веке, область расселения шахдагских народоностей назывался Гулахан.